# Ventenac-en-Minervois
Pour les articles homonymes, voir Ventenac (homonymie).
Ventenac-en-Minervois  est une commune française, située dans le nord-est du département de l'Aude en région Occitanie.
Sur le plan historique et culturel, la commune fait partie du Minervois, un pays de basses collines qui s'étend du Cabardès, à l'ouest, au Biterrois à l'est, et de la Montagne Noire, au nord, jusqu'au fleuve Aude au sud. Exposée à un climat méditerranéen, elle est drainée par le canal du Midi, l'Aude, le Répudre et par divers autres petits cours d'eau. La commune possède un patrimoine naturel remarquable composé d'une zone naturelle d'intérêt écologique, faunistique et floristique.
Ventenac-en-Minervois est une commune rurale qui compte 587 habitants en 2022, après avoir connu une forte hausse de la population depuis 1975. Elle fait partie de l'aire d'attraction de Narbonne. Ses habitants sont appelés les Ventenacois ou  Ventenacoises.

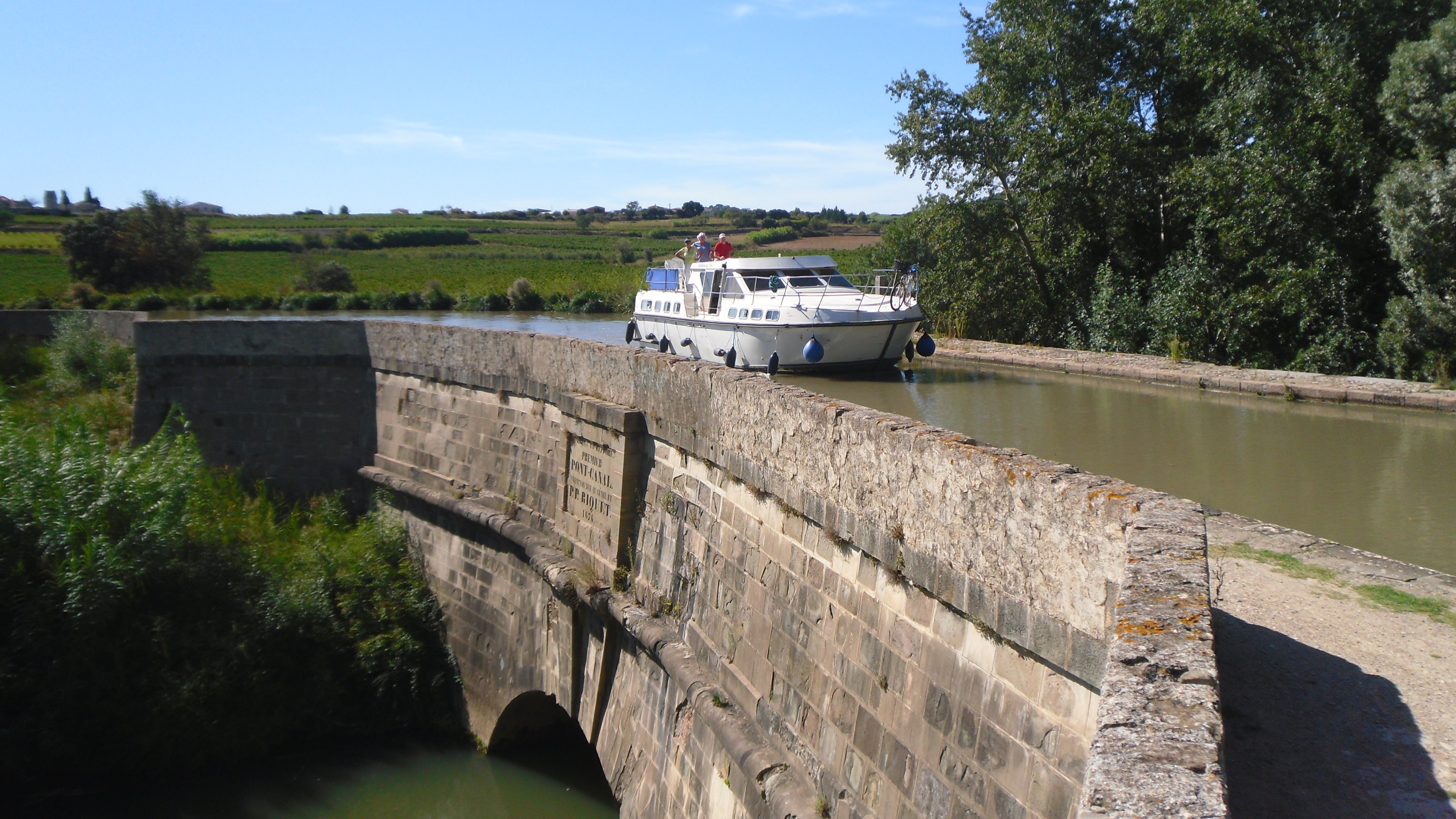
Aqueduc de Répudre à Ventenac-en-Minervois.

Le patrimoine architectural de la commune comprend un immeuble protégé au titre des monuments historiques : l'aqueduc du Répudre, inscrit en 1942.

## Géographie
Commune située dans le Minervois sur la Répudre et sur le canal du Midi.

### Communes limitrophes
Les communes limitrophes sont  Canet, Ginestas, Paraza, Raissac-d'Aude, Saint-Nazaire-d'Aude et Sainte-Valière.
|        | Sainte-Valière        | Ginestas             |
| Paraza | Ventenac-en-Minervois | Saint-Nazaire-d'Aude |
|        | Canet                 | Raissac-d'Aude       |

### Voies de communication et transports
La commune est desservie par la ligne 19 des Autobus de Narbonne.

### Hydrographie
La commune est dans la région hydrographique « Côtiers méditerranéens », au sein du bassin hydrographique Rhône-Méditerranée-Corse. Elle est drainée par le canal du Midi, l'Aude, le ruisseau du Répudre, le ruisseau de Fond Baudre, le ruisseau de Font de Donnes, le ruisseau de la Fontaine et le ruisseau du Plô, qui constituent un réseau hydrographique de 10 km de longueur totale,.
Le canal du Midi, d'une longueur totale de 239,8 km, est un canal de navigation à bief de partage qui relie Toulouse à la mer Méditerranée depuis le xviie siècle.
L'Aude, d'une longueur totale de 223,59 km, prend sa source dans la commune des Angles et s'écoule du sud vers le nord. Elle traverse la commune et se jette dans le golfe du Lion à Fleury, après avoir traversé 73 communes.
Le Répudre, d'une longueur totale de 13,3 km, prend sa source dans la commune d'Aigne et s'écoule vers le sud. Il traverse la commune et se jette dans l'Aude à Paraza, après avoir traversé 5 communes.

### Climat
Pour des articles plus généraux, voir Climat de l'Occitanie et Climat de l'Aude.
En 2010, le climat de la commune est de type climat méditerranéen franc, selon une étude s'appuyant sur une série de données couvrant la période 1971-2000. En 2020, Météo-France publie une typologie des climats de la France métropolitaine dans laquelle la commune est exposée à un climat méditerranéen et est dans la région climatique Provence, Languedoc-Roussillon, caractérisée par une pluviométrie faible en été, un très bon ensoleillement (2 600 h/an), un été chaud (21,5 °C), un air très sec en été, sec en toutes saisons, des vents forts (fréquence de 40 à 50 % de vents > 5 m/s) et peu de brouillards.
Pour la période 1971-2000, la température annuelle moyenne est de 14,7 °C, avec une amplitude thermique annuelle de 15,9 °C. Le cumul annuel moyen de précipitations est de 548 mm, avec 5,9 jours de précipitations en janvier et 2,6 jours en juillet. Pour la période 1991-2020, la température moyenne annuelle observée sur la station météorologique la plus proche, située sur la commune d'Argeliers à 9 km à vol d'oiseau, est de 15,8 °C et le cumul annuel moyen de précipitations est de 624,7 mm,. Pour l'avenir, les paramètres climatiques de la commune estimés pour 2050 selon différents scénarios d’émission de gaz à effet de serre sont consultables sur un site dédié publié par Météo-France en novembre 2022.

### Milieux naturels et biodiversité

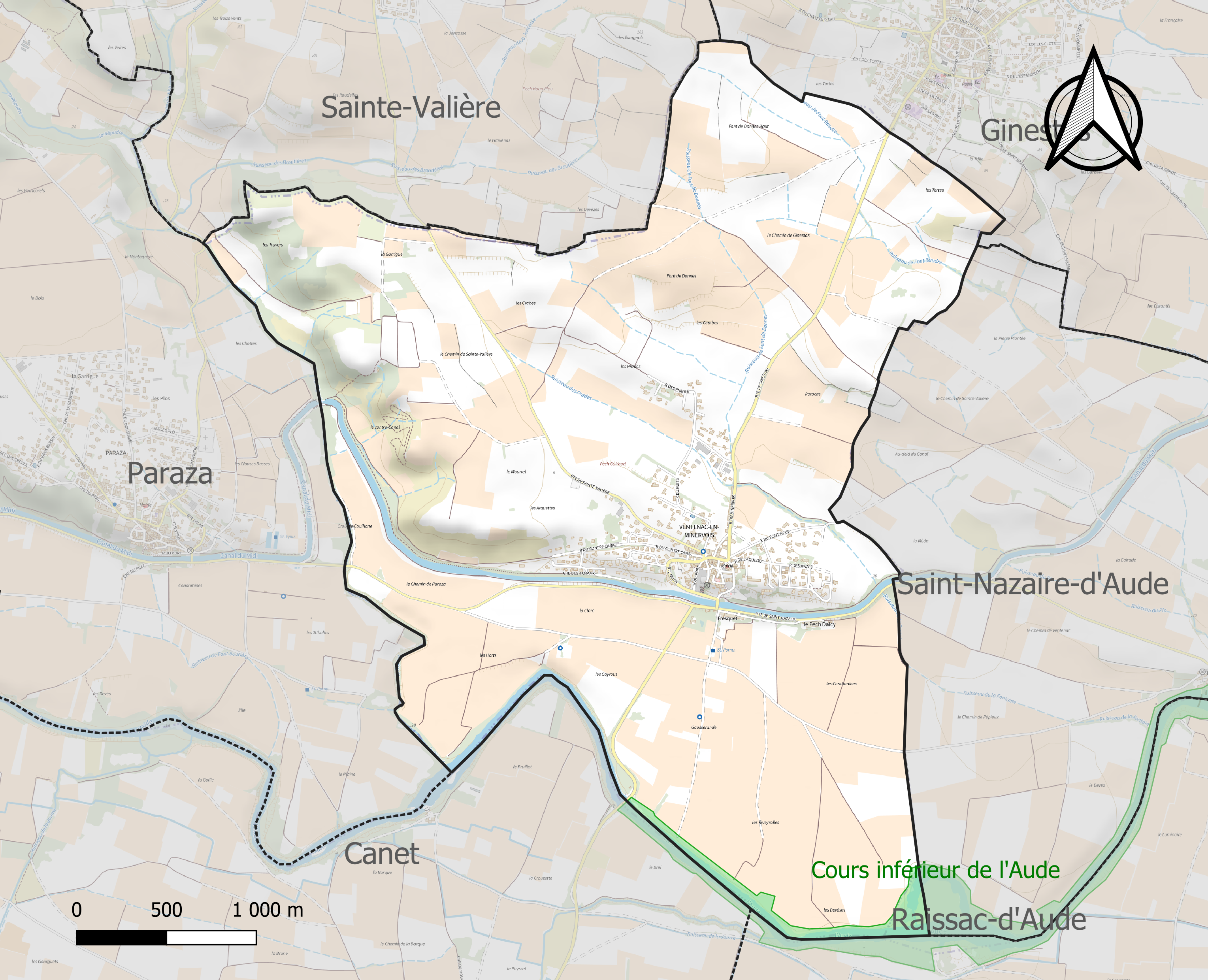
Carte de la ZNIEFF de type 1 localisée sur la commune.

L’inventaire des zones naturelles d'intérêt écologique, faunistique et floristique (ZNIEFF) a pour objectif de réaliser une couverture des zones les plus intéressantes sur le plan écologique, essentiellement dans la perspective d’améliorer la connaissance du patrimoine naturel national et de fournir aux différents décideurs un outil d’aide à la prise en compte de l’environnement dans l’aménagement du territoire.
Une ZNIEFF de type 1 est recensée sur la commune :
le « cours inférieur de l'Aude » (295 ha), couvrant 12 communes du département.

## Urbanisme

### Typologie
Au 1er janvier 2024, Ventenac-en-Minervois est catégorisée commune rurale à habitat dispersé, selon la nouvelle grille communale de densité à 7 niveaux définie par l'Insee en 2022.
Elle est située hors unité urbaine. Par ailleurs la commune fait partie de l'aire d'attraction de Narbonne, dont elle est une commune de la couronne,. Cette aire, qui regroupe 71 communes, est catégorisée dans les aires de 50 000 à moins de 200 000 habitants,.

### Occupation des sols
L'occupation des sols de la commune, telle qu'elle ressort de la base de données européenne d’occupation biophysique des sols Corine Land Cover (CLC), est marquée par l'importance des territoires agricoles (90,6 % en 2018), en diminution par rapport à 1990 (94,6 %). La répartition détaillée en 2018 est la suivante : 
cultures permanentes (82,3 %), zones urbanisées (9,4 %), zones agricoles hétérogènes (8,3 %). L'évolution de l’occupation des sols de la commune et de ses infrastructures peut être observée sur les différentes représentations cartographiques du territoire : la carte de Cassini (XVIIIe siècle), la carte d'état-major (1820-1866) et les cartes ou photos aériennes de l'IGN pour la période actuelle (1950 à aujourd'hui).

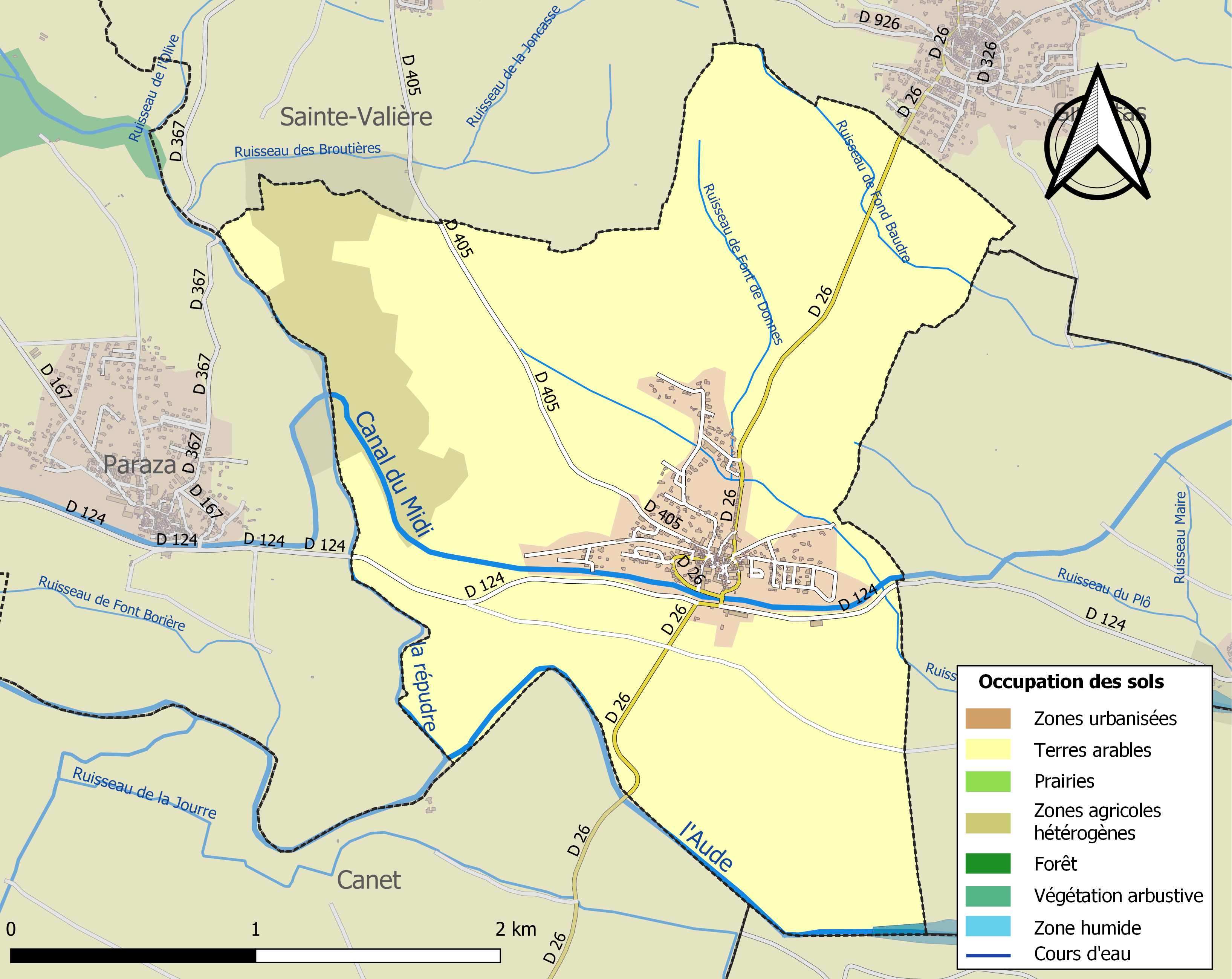
Carte des infrastructures et de l'occupation des sols de la commune en 2018 (CLC).

### Risques majeurs
Le territoire de la commune de Ventenac-en-Minervois est vulnérable à différents aléas naturels : météorologiques (tempête, orage, neige, grand froid, canicule ou sécheresse), inondations et séisme (sismicité faible). Un site publié par le BRGM permet d'évaluer simplement et rapidement les risques d'un bien localisé soit par son adresse soit par le numéro de sa parcelle.
Certaines parties du territoire communal sont susceptibles d’être affectées par le risque d’inondation par débordement de cours d'eau, notamment le ruisseau de Glandes. La commune a été reconnue en état de catastrophe naturelle au titre des dommages causés par les inondations et coulées de boue survenues en 1982, 1992, 1994, 1996, 1999, 2006, 2009, 2014, 2018 et 2020,.
Le retrait-gonflement des sols argileux est susceptible d'engendrer des dommages importants aux bâtiments en cas d’alternance de périodes de sécheresse et de pluie. La totalité de la commune est en aléa moyen ou fort (75,2 % au niveau départemental et 48,5 % au niveau national). Sur les 345 bâtiments dénombrés sur la commune en 2019, 345 sont en aléa moyen ou fort, soit 100 %, à comparer aux 94 % au niveau départemental et 54 % au niveau national. Une cartographie de l'exposition du territoire national au retrait gonflement des sols argileux est disponible sur le site du BRGM,.

## Toponymie
Attestée sous la forme Ventenac-d'Aude, puis Ventenac-en-Minervois.

Afin de faire profiter la commune de la renommée du terroir viticole, le conseil municipal a demandé et obtenu l'adjonction de son terroir en 1966.
Ventenac : nom d'homme latin Ventinus + acum.

Minervois : de la déesse latine Minerve.

## Politique et administration

### Liste des maires
| Période                                  | Période  | Identité         | Étiquette | Qualité                  |
| ---------------------------------------- | -------- | ---------------- | --------- | ------------------------ |
| mars 2010                                | En cours | Christian Lapalu | PS        | Conseiller départemental |
| Les données manquantes sont à compléter. |          |                  |           |                          |

## Démographie
| 1793 | 1800 | 1806 | 1821 | 1831 | 1836 | 1841 | 1846 | 1851 |
| ---- | ---- | ---- | ---- | ---- | ---- | ---- | ---- | ---- |
| 246  | 232  | 276  | 274  | 256  | 255  | 603  | 230  | 840  |

| 1856 | 1861 | 1866 | 1872 | 1876 | 1881 | 1886 | 1891 | 1896 |
| ---- | ---- | ---- | ---- | ---- | ---- | ---- | ---- | ---- |
| 262  | 292  | 359  | 324  | 389  | 503  | 503  | 513  | 480  |

| 1901 | 1906 | 1911 | 1921 | 1926 | 1931 | 1936 | 1946 | 1954 |
| ---- | ---- | ---- | ---- | ---- | ---- | ---- | ---- | ---- |
| 442  | 449  | 492  | 560  | 534  | 510  | 400  | 342  | 357  |

| 1962 | 1968 | 1975 | 1982 | 1990 | 1999 | 2004 | 2006 | 2009 |
| ---- | ---- | ---- | ---- | ---- | ---- | ---- | ---- | ---- |
| 341  | 334  | 289  | 289  | 321  | 349  | 463  | 486  | 525  |

| 2014 | 2019 | 2022 | - | - | - | - | - | - |
| ---- | ---- | ---- | - | - | - | - | - | - |
| 521  | 574  | 587  | - | - | - | - | - | - |

## Économie

### Revenus
En 2018  (données Insee publiées en septembre 2021), la commune compte 250 ménages fiscaux, regroupant 530 personnes. La médiane du revenu disponible par unité de consommation est de 20 590 € (19 240 € dans le département).

### Emploi
| Division       | 2008   | 2013   | 2018   |
| -------------- | ------ | ------ | ------ |
| Commune        | 9,4 %  | 9,6 %  | 7,2 %  |
| Département    | 10,2 % | 12,8 % | 12,6 % |
| France entière | 8,3 %  | 10 %   | 10 %   |

En 2018, la population âgée de 15 à 64 ans s'élève à 287 personnes, parmi lesquelles on compte 77,4 % d'actifs (70,2 % ayant un emploi et 7,2 % de chômeurs) et 22,6 % d'inactifs,. En  2018, le taux de chômage communal (au sens du recensement) des 15-64 ans est inférieur à celui de la France et du département, alors qu'en 2008 il était supérieur à celui de la France.
La commune fait partie de la couronne de l'aire d'attraction de Narbonne, du fait qu'au moins 15 % des actifs travaillent dans le pôle,. Elle compte 66 emplois en 2018, contre 63 en 2013 et 69 en 2008. Le nombre d'actifs ayant un emploi résidant dans la commune est de 202, soit un indicateur de concentration d'emploi de 32,8 % et un taux d'activité parmi les 15 ans ou plus de 47,3 %.
Sur ces 202 actifs de 15 ans ou plus ayant un emploi, 39 travaillent dans la commune, soit 19 % des habitants. Pour se rendre au travail, 87,9 % des habitants utilisent un véhicule personnel ou de fonction à quatre roues, 1 % les transports en commun, 6,4 % s'y rendent en deux-roues, à vélo ou à pied et 4,9 % n'ont pas besoin de transport (travail au domicile).

### Activités hors agriculture

#### Secteurs d'activités
37 établissements sont implantés  à Ventenac-en-Minervois au 31 décembre 2019. Le tableau ci-dessous en détaille le nombre par secteur d'activité et compare les ratios avec ceux du département,.
| Secteur d'activité                                                                                        | Commune | Commune | Département |
| Secteur d'activité                                                                                        | Nombre  | %       | %           |
| --- | ------- | ------- | ----------- |
| Ensemble                                                                                                  | 37      |         |             |
| Industrie manufacturière, industries extractives et autres                                                | 2       | 5,4 %   | (8,8 %)     |
| Construction                                                                                              | 4       | 10,8 %  | (14 %)      |
| Commerce de gros et de détail, transports, hébergement et restauration                                    | 7       | 18,9 %  | (32,3 %)    |
| Information et communication                                                                              | 1       | 2,7 %   | (1,6 %)     |
| Activités immobilières                                                                                    | 1       | 2,7 %   | (5,2 %)     |
| Activités spécialisées, scientifiques et techniques et activités de services administratifs et de soutien | 12      | 32,4 %  | (13,3 %)    |
| Administration publique, enseignement, santé humaine et action sociale                                    | 6       | 16,2 %  | (13,2 %)    |
| Autres activités de services                                                                              | 4       | 10,8 %  | (8,8 %)     |

Le secteur des activités spécialisées, scientifiques et techniques et des activités de services administratifs et de soutien est prépondérant sur la commune puisqu'il représente 32,4 % du nombre total d'établissements de la commune (12 sur les 37 entreprises implantées  à Ventenac-en-Minervois), contre 13,3 % au niveau départemental.

#### Entreprises
Les deux entreprises ayant leur siège social sur le territoire communal qui génèrent le plus de chiffre d'affaires en 2020 sont : 
- L B Restauration, restauration traditionnelle (240 k€) ;
- El Gato Communication, activités des agences de publicité (14 k€).

Le commerce, les services et les transports constituent plus de 54 % des acteurs économiques, la construction 15 % et l'agriculture un peu plus de 13 % (données INSEE, 2014).

### Agriculture
La commune est dans le « Narbonnais », une petite région agricole occupant le nord-est du département de l'Aude, également dénommée localement « plaine viticole du Bas-Languedoc ». En 2020, l'orientation technico-économique de l'agriculture  sur la commune est la viticulture.
|               | 1988 | 2000 | 2010 | 2020 |
| ------------- | ---- | ---- | ---- | ---- |
| Exploitations | 39   | 18   | 17   | 24   |
| SAU (ha)      | 418  | 201  | 155  | 285  |

Le nombre d'exploitations agricoles en activité et ayant leur siège dans la commune est passé de 39 lors du recensement agricole de 1988  à 18 en 2000 puis à 17 en 2010 et enfin à 24 en 2020, soit une baisse de 38 % en 32 ans. Le même mouvement est observé à l'échelle du département qui a perdu pendant cette période 60 % de ses exploitations,. La surface agricole utilisée sur la commune a également diminué, passant de 418 ha en 1988 à 285 ha en 2020. Parallèlement la surface agricole utilisée moyenne par exploitation a augmenté, passant de 11 à 12 ha.

## Culture locale et patrimoine

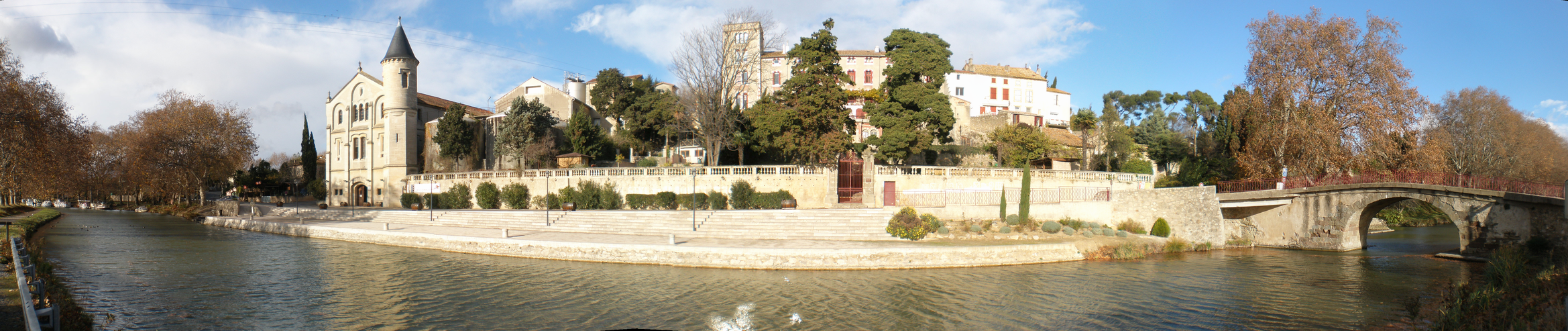
Vue de Ventenac le long du canal du Midi.

### Lieux et monuments
- Église Saint-Pierre-ès-Liens de Ventenac-en-Minervois.

### Personnalités liées à la commune
- Victor Antoine Andréossy (1747-1819), général des armées de la République et de l'Empire, né dans la commune, décédé à Antibes.
- Maurice Jeanjean (1897-1968), musicien né sur la commune
- Bertrand Garipuy, architecte
- Jean-Claude Dreyfus, comédien, chanteur, écrivain, poète

### Héraldique
| Blason de Ventenac-en-Minervois | Blason  | De gueules à une fasce fuselée d'or et de sable. |
| Blason de Ventenac-en-Minervois | Détails | Le statut officiel du blason reste à déterminer. |

## Pour approfondir